# Élections municipales palestiniennes de 2012

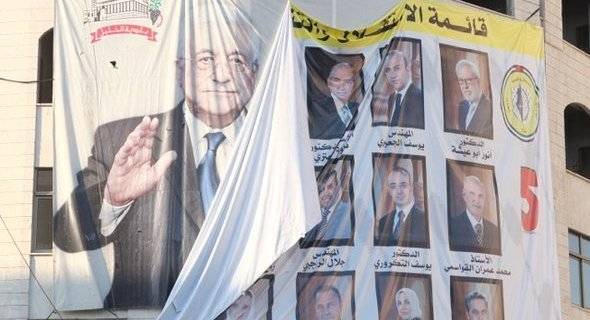
Photo de René Wildangel des élections municipales palestiniennes de 2012

Les élections municipales palestiniennes de 2012 se sont déroulées le 20 octobre 2012 et le 24 novembre 2012,,,,,,.